# Bryum gedeanum
Bryum gedeanum là một loài rêu trong họ Bryaceae. Loài này được Bosch & Sande Lac. mô tả khoa học đầu tiên năm 1860.